# Montréal (erőd)
Montréal (franciául: krak de Montréal vagy Mont Réal, latinul: Mons Regalis) avagy arab nevén Saubak (arabul: قلعة الشوبك [qalʿat aš-Šawbak], latinul: castrum Saboach) egykori keresztes erőd Edom területén, a mai jordániai Maán kormányzóságban, Saubak település szomszédságában. A vár 1115-ben épült I. Balduin jeruzsálemi király parancsára, az első nagyobb szentföldi keresztes erődítményként. A Jeruzsálemi Királyság Oultrejourdain hűbéruradalmához tartozó erődöt 1189-ben foglalták el a muszlimok; az elkövetkező évszázadok során az Ajjúbidák és a mamelukok jelentősen átépítették. Ma szabadtéri múzeumként fogadja a látogatókat.

## Fekvése
Montréal vára az egykori edomiták területén található, Petrától harmincöt kilométerre északra, a mai Saubak város határában, az Araba-völgy keleti peremének egyik magaslatán, 1382 méter tengerszint feletti magasságban. A dombot széles völgy veszi körbe: maga a dombtető alacsonyabban van a környező fennsíknál, azonban a domboldal meredeken fut le az őt ölelő völgybe. Elhelyezkedése egyrészt lehetetlenné tette, hogy a várat ostromgépekkel támadják, másrészt mindenkori ura könnyen az ellenőrzése alatt tarthatta a magaslat alatti völgyben futó, „királyok útja” néven ismert karavánutat. Az útvonal kereskedelmi és vallási szempontból egyaránt kulcsfontosságú volt: ez kötötte össze a Holt-tengert az Akabai-öböllel és a Vörös-tengerrel, valamint Kairót Damaszkusszal; illetve erre vezetett a szíriai zarándokok mekkai útvonala. A  tengerszint felett mintegy 1130 méter magasan található vidék a keresztes háborúk idején erdős, termékeny terület volt, körülbelül száz mérföldre a legközelebbi keresztes településtől. A környéken kukoricát, szőlőt, olívabogyót és barackot termesztettek.
Egy Thietmar nevű német zarándok 1217-es úti beszámolója szerint – mely a muszlim hódítás után készült, azonban az átépítés előtti állapotokat írja le – Montréal „a legkiválóbb erőd, hármas fallal övezett, erős, akárcsak az általam látott valamennyi [erőd]”. Türoszi Vilmos jeruzsálemi udvari krónikás ezzel szemben „egy falról, bástyákról, külső falról és egy vizesárokról” ír; és a zarándoklat-beszámolón kívül valóban nincs más nyoma annak, hogy az erőd alatti lakóházakat is fal vette volna körbe. Az építkezéshez környékbeli kőfejtőkből származó köveket használtak. A kövek külső felületét nem munkálták meg, így raktak belőlük falat; e módszert a királyság déli részén több várnál alkalmazták. Az erőd egyik saroktornya kerek volt, szemben például Gibelettel és Belvoirral, melyeknek csak szögletes bástyái voltak.
Az ovális alaprajzú vár szívét a frank katonák szálláshelye és a belső templom alkotta; ezt a fal síkjából kiszögellő bástyákkal megerősített, kettős falrendszer vette körbe. A főkapu keletre nyílott, az út innen az óramutató járásával megegyező irányban kanyarodott fel a déli oldalon található belső udvarra vezető átjáróhoz. A várnak két temploma volt: a belső udvar háromhajós, várkápolna helyett inkább plébiániára hajazó temploma és a külső meg a belső fal közötti kisebb kápolna; utóbbit valószínűleg az erőd körül lakó keleti keresztény telepesek használták, netalán keresztelőkápolnaként funkcionálhatott. A nagyobb szentély talán a Móric, Montréal ura által 1152-ben kiállított oklevélben szereplő Szent Mária-templommal azonos. Az erőd vízellátását földalatti csatornarendszer biztosította: 365 lépcsőt számláló alagút vezetett le a hegy gyomrába vájt két ciszternához, melyeket az ottani forrás töltött fel vízzel.
Az erőd keleti oldalán, alant a völgyben feküdt a város, melynek kertjeit a vár tövében fakadó két forrásból öntözték. Itt lehettek a Templum Domini birtokában lévő házak és szőlők, továbbá a Sínai-hegyi kolostor házai, malmai, szőlői és olajfás kertjei.

## Története

### A keresztes időkben
A feljegyzések szerint 1107-ben a majdani várhegyet és lankáit egy bizonyos al-Asfahíd al-Turkumání bírta, aki ajándékokkal tartozott a keresztes I. Balduin jeruzsálemi királynak. Montréal várának építési munkálatai 1115-ben kezdődtek, amikor I. Balduin király az északi fenyegetés elhárulásával országa déli határának megerősítésébe fogott. Ennek keretében expedíciót vezetett az Araba-völgybe, és elrendelte egy itteni erőd felépítését. Célja a környék ellenőrzése mellett a zarándokok megadóztatása volt. Keresztes források szerint az erődöt a semmiből, teljesen újonnan építették, egy arab krónika azonban utalást tesz egy már meglévő várromra. Az ide költöző keresztény telepesek a korabeli palesztinai és európai gyakorlattól eltérően az erőd felépítésével egy időben burgust (’őrtorony’) is emeltek.
Montréal egyike volt az első, nagyobb méretű keresztes erődítményeknek a Szentföldön. Nevét – melynek jelentése „királyi hegy” – építtetője, I. Balduin király után kapta, aki erősen felfegyverzett helyőrséget állomásoztatott a várban, s frank földműveseket telepített le a környéken. Rajtuk kívül a keresztes időkben nagy számú helyi keresztény, esetlegesen néhány muszlim is élhetett itt. Az alapítást követő mintegy harminc esztendőben Montréal a királyság Oultrejourdain (terra trans Iordanem, „a Jordánon túli terület”) hűbéruradalmának központja volt. A vár tulajdonosi viszonyai ugyanakkor nem tisztázottak: Türoszi Vilmos tudomása szerint I. Balduin király Romain du Puy lovagnak, az Oultrejourdain urának adományozta az erődöt. Romain du Puy részt vett az 1133–34 körül zajló jaffai bárói felkelésben, ezért Fulkó jeruzsálemi király megfosztotta a du Puy családot a birtoktól, és Paganus nevű pohárnokának adományozta azt. Ennek ellentmondani látszik, hogy egy bizonyos „Montréali Paganus” szerepel két kiváltságlevélen 1126-ból és 1132-ből, ezért meglehet, hogy Romain du Puy uradalma nem terjedt ki Montréalra. Az is elképzelhető, hogy Montréal egészen az 1140-es évek elejéig királyi kézben maradt, és csak ekkor került Paganushoz. Ez utóbbi lehetőség mellett szól az az 1118-ra datált felirat, mely egy bizonyos Hugót nevez meg a régió algrófjaként. Az erőd igazgatásáért ekkor a király kinevezte várnagy felelt. Paganus pohárnok 1142-ben engedélyt kapott Kerak várának felépítésére a Moáb vidékén; elkészülte után Kerak átvette a térség székhelyének szerepét Montréaltól. A Kerakból, Montréalból, a Mózes-völgyi és az eilati erődből álló helyőrségrendszer biztosította az Edom és Moáb feletti uralmat, valamint lehetővé tette az Egyiptomból és Nyugat-Arábiából Szíria felé vezető utak ellenőrzését.

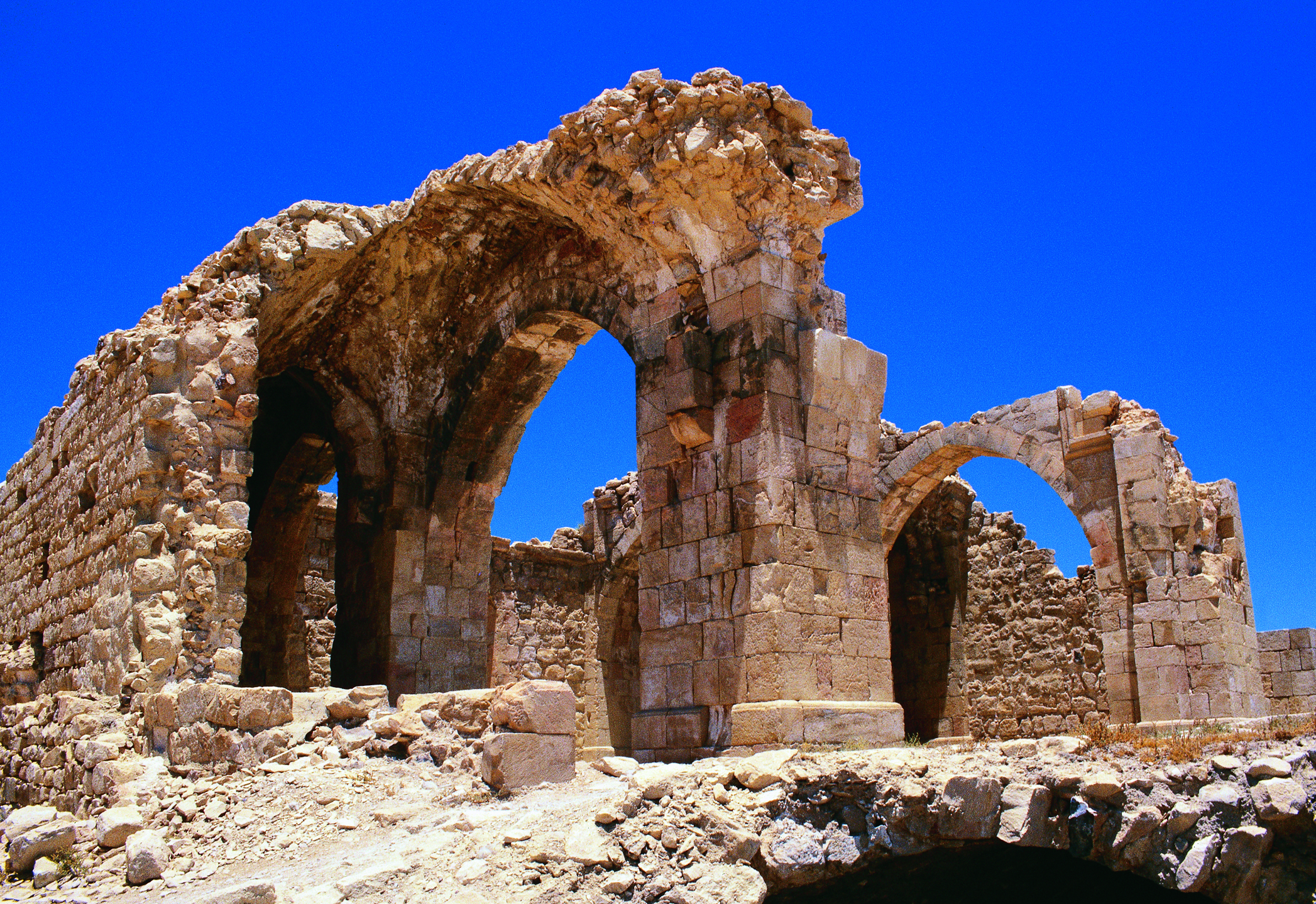
Romos boltívek

1157-ben fátimida erők fosztogattak és ejtettek foglyokat a vár környékén. A következő évben az egyiptomiak megtámadták az erődöt: a közel tizenkét hónapos ostrommal azután hagytak fel, hogy a jeruzsálemi király ajándékokat küldött és békét kért a fátimidáktól. 1161-ben Milly Fülöp kapta meg Oultrejourdain uradalmát és Montréal várát hűbérbirtokként III. Balduin jeruzsálemi királytól. Milly Fülöp után rövid közjátékot követően második leánya, Milly Stefánia örökölte a birtokokat. Jacques de Vitry arról számolt be, hogy az 1163–1169 közötti, Egyiptom ellen irányuló, eredménytelen keresztes támadássorozat után a keresztesek több erődöt építettek, közöttük Montréalt és Kerakot is; valószínűleg arról volt szó, hogy jelentősen átépítették és megerősítették ezeket a várakat. 1171 szeptemberében Szaladin egyiptomi szultán ostrom alá vette Montréalt. Amalrik jeruzsálemi király késve értesült a szaracénok támadásáról, ezért nem tudott időben az erőd felmentésére indulni. A helyőrség a megadást fontolgatta, azonban az egyiptomi szultán váratlanul felhagyott az ostrommal hatalmi riválisa, Núr ad-Dín zangida uralkodó közeledése miatt. Az egyiptomi seregek ekkor, és később 1182 májusában és 1187-ben is letarolták a környező vidéket és mezőgazdasági területeket. 1187-ben Montréalt ostrom alá is vették, sikertelenül.
Jeruzsálem 1187. októberi elestekor Milly Stefánia megváltotta magát a muszlim rabságból, fia viszont fogságba került. Szaladin szultán Kerak és Montréal átadását kérte a fiú szabadon bocsátásának fejében, azonban egyik erőd helyőrsége sem engedelmeskedett úrnője megadási parancsának. Az egyiptomi seregek ezután ostrom alá vették a két erődöt. Jeruzsálem elvesztésével ezen helyőrségek magukra maradtak: sem katonai, sem ellátmányi támogatást nem kaptak. Védőik éheztek: „oly soká kitartottak az ostrommal szemben, hogy a végén már feleségüket és gyermeküket is eladták a szaracénoknak kenyérért cserébe. A montréaliak elvesztették szemük világát, nem volt ugyanis sójuk, és a sóhiánytól nem láttak többé, [de] a várra nem akartak semmilyen vészt hozni. Nap nap után arra vártak, hogy Isten megsegítse őket. Szaladin több alkalommal pénzt és keresztény területre való békés távozást kínált nekik, ők azonban visszautasították.” Montréal végül 1189 áprilisában vagy májusában, kétévnyi ostrom után került a szaracénok kezére. Montréal al-Ádil hercegé, a szultán testvéréé lett egyfajta javadalombirtok (ikta) gyanánt. A vár azután is személyes felügyelete alatt maradt, hogy 1200-ban szultánként trónra lépett.
A muszlim hódítás dacára egy ideig még szép számmal éltek keresztények Montréal körül: az 1217-ben odalátogató Thietmar zarándok jelentős keresztény népességről számolt be. Egy évszázad múltán, 1321-ben egy arab feljegyzés még mindig keresztény többséget említ; létszámukat Sudheimi Ludolf, a Szentföldön 1336–41 között utazó német klerikus a történészek által túlzásnak tartott 7000 főre becsülte.
Montréal-Saubak és Kerak stratégiai fontosságát jól mutatja, hogy amikor a keresztesek és az ajjúbidák 1218–19 folyamán, az ötödik keresztes hadjárat alatt béketárgyalásokat folytattak, a muszlimok Jeruzsálemről igen, ellenben e két erődről nem mondtak volna le. A tárgyalások eredmény nélkül zárultak.

#### Közigazgatás
Bár az erőd Oultrejourdain hűbéruradalmához alá tartozott, Montréal közvetlen parancsnoka a várnagy volt. A jeruzsálemi assziszák harminchét úgynevezett cour des bourgeois-t, a frank földbirtokosok ügyeivel foglalkozó bíróságot listáznak, ezek közül az egyik Montréalban működött – ez arra enged következtetni, hogy a vár körül a mezőgazdaságban és a kereskedelemben aktív frank népesség lakott. Az erőd ura vámkivetési regáléval bírt: a karavánoktól szedhetett pénzt. Montréal és Kerak együttesen hatvan lovagot tartozott kiállítani a királyi seregbe. Montréal helyőrsége együttműködött a környék nomád életmódot folytató beduinjaival az ellenséges területre való betörések során.
Az adománylevelek tanúsága alapján az egyház is rendelkezett montréali birtokokkal: a sínai Szent Katalin-kolostornak házai és termőföldje, a Templum Domininek szőlője és úgyszintén házai voltak itt.

### Muszlim fennhatóság alatt

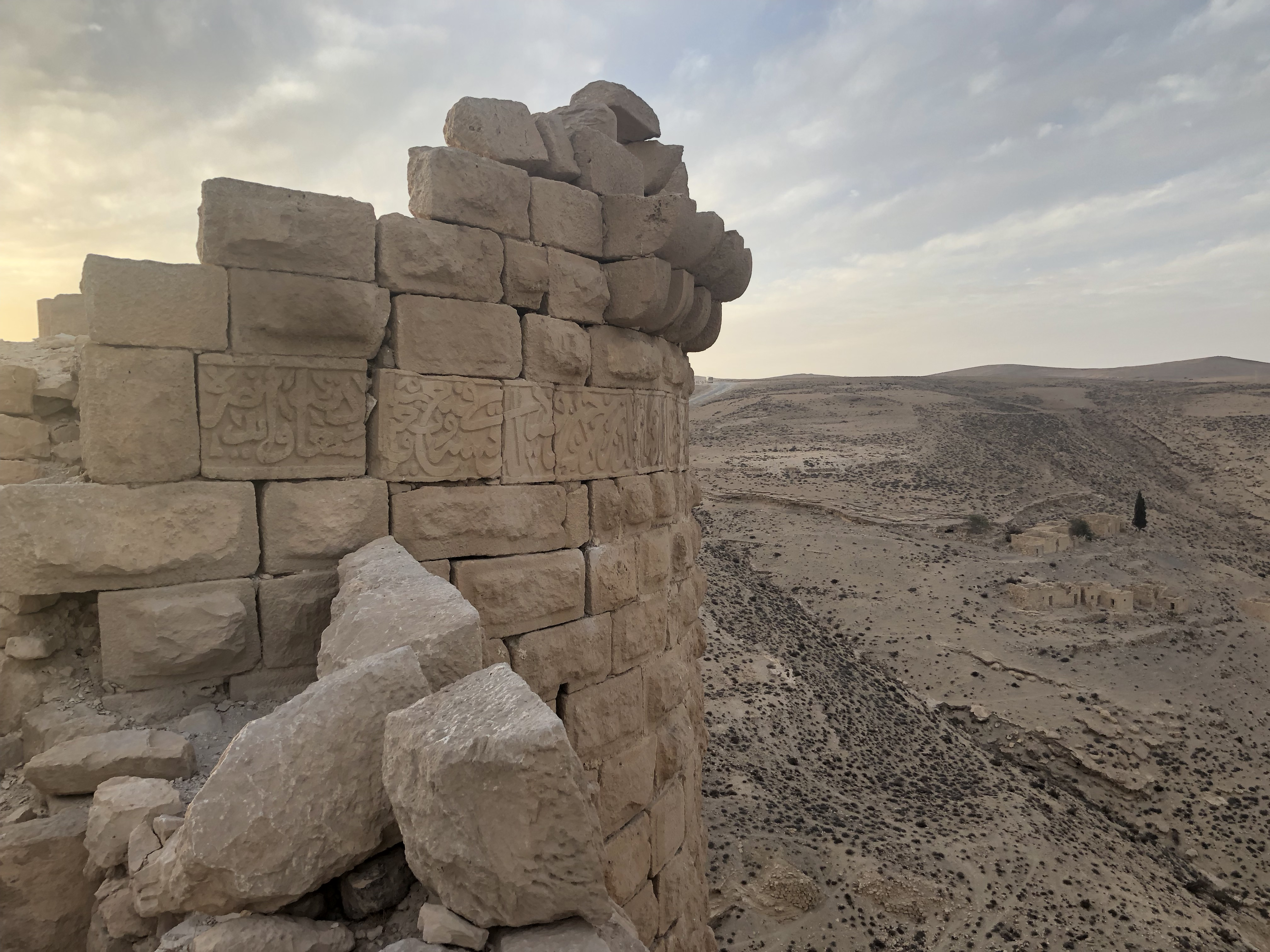
Arab kőfelirat az egyik bástyafalon

A muszlim hódítás után az erőd továbbra is helyőrségként működött mind az ajjúbida, mind a mameluk és az oszmán időkben. Az Ajjúbidák bőkezűen költöttek Saubakra. Régészeti ásatások során feltárt kerámiák alapján e korszakból – valószínűleg al-Muazzam Ísza idejéből (1197–1227) – származik az erőd palotája. A négyívános fejedelmi lakónegyed a Zangida- és Ajjúbida-kor szíriai épületeinek stílusjegyeit hordozza. A fogadócsarnok a 13. század közepén összedőlt, talán ennek tudható be a palota többszöri átépítése. Al-Kámil szultán 1229-ben 16 000 dinárért megvásárolta a várat és a hozzá tartozó földeket unokatestvérétől, al-Nászir Dávúdtól. A szultán Saubak uraként (1229–1238) fejlesztette a citadella védelmi rendszerét, míg fia, asz-Szálih Ajjúb szultán saubaki uralma alatt (1240–1249) új tornyokat húztak fel. Az erőd alatti vádiban a feltételezések szerint cukornád feldolgozására használt vízimalom maradványait tárták fel. Ibn Saddád 13. századi történetíró elbeszélése szerint al-Muazzam Ísza gyümölcsfákat telepített a vár alá, amitől a környék Damaszkusz kertjeihez lett hasonlatos.
1250–1261 között a vár az utolsó transzjordániai ajjúbida herceg, al-Mugít Umar kezén volt. Az Ajjúbidákat váltó mamelukok 1261-ben vették be Saubakot, miután Bajbarsz mameluk szultán sikertelenül próbálta átállásra bírni a vár védőit. A mameluk közigazgatásban Saubak alkormányzóságként (amal) a keraki körzet kormányzójának irányítása alá tartozott. Élén a mutavallí (’gondnok’) állt, akit a szultán nevezett ki, ám közvetlen felettesének a keraki kormányzó számított. A citadellában postaállomás működött, emellett az időnként ide kinevezett kádi székhelyéül szolgált. Ebben az időszakban a környék népességének többségét a kereskedelemmel foglalkozó és abból jelentős vagyonra szert tevő melkita keresztények tették ki.
Bár a régió katonai és adminisztratív központja Kerak volt, a Saubakot érintő zarándokútra való tekintettel itt is jelentős fejlesztéseket hajtottak végre; a ma látható romok túlnyomó többsége ebből az időszakból származik. Ibn al-Dzsazari arról ír, hogy 1292-ben az öregtorony (donjon) kivételével lerombolták a fellegvárat – annak fényében, hogy a citadellán belül jelentős épületrészek megmaradtak a frank korból, a leírás túlzásnak tűnik. 1297–98-ban al-Manszúr Ládzsín egyiptomi szultán parancsára átépítették az erődöt: ekkor készült el az új bástyákkal kiegészített külső fal. A falakon és a bástyákon fedett gyilokjáró futott körbe. A régészeti feltárásokból kiderült, hogy a mamelukok az egykori frank védműveket erősítették meg rá-, illetve körbeépítéssel. A renoválást elrendelő mameluk szultánnak az erőd falába vésett kőkalligráfia állít emléket. A 14–15. századból nem utalnak nyomok építkezésre: a keresztes fenyegetés elhárultával nem volt szükség a korábbi mértékű katonai jelenlétre a térségben, s Siháb al-Umari történetíró feljegyzései szerint az 1340-es években Saubakban nem voltak katonák, a vár kapuit bezárták. Ennek oka vélhetően a térséget sújtó 1318-as nagy árvízben és földrengésben keresendő. Ugyanakkor a 14. század második feléből számos említés fennmaradt a Saubakban készített szőnyegekről, ezek alapján úgy tűnik, a település fontos szőnyeggyártónak számított ebben az időszakban.
|                                | Háztartások száma | Muszlimok | Imámok | Keresztények |
| ------------------------------ | ----------------- | --------- | ------ | ------------ |
| tapu defter 970 (dátum nélkül) | 145               | 16        | 2      | 11           |
| tapu defter 850 (1596)         | 65                |           |        | 5            |

Az oszmánok 1516–17-ben döntötték meg a mameluk szultanátust; Saubak 1517-ben került oszmán kézre. Az adzslúni szandzsák alá tartozó náhije központja lett. A közbiztonság romlása miatt megindult a helybéli keresztények elvándorlása; ennek következtében a beduin nomádok száma meghaladta a városlakókét. A Saubak alatt futó, beduin rajtaütések által fenyegetett zarándokút védelmének érdekében megerősítették a vár helyőrségét. I. Szulejmán oszmán szultán uralkodása alatt a zarándoklat útvonala módosult – keletebbre, a transzjordániai sivatag peremére tolódott –, ennek ellenére Saubakot renoválták és janicsárokat vezényeltek ki őrzésére. Ez volt az utolsó nagyobb oszmán beruházás a néhai Oultrejourdain területén; a 16. század végére az európai hadjáratok mellett a régió eljelentéktelenedett az oszmánok számára, a 17. század végén az ottani helyőrségeket is megszüntették. Az elkövetkező évszázadok során Saubak időszakosan jutott csak szerephez a transzjordániai törzsek pacifikálásában. 1895-ben a lakosok fellázadtak az itt állomásozó ottomán helyőrség ellen; a 200 civil és 20 katona életét követelő felkelést a keraki szandzsákbég verte le. Az erőd egészen a 20. századig lakott volt.
Montréal-Saubak vára 2001 óta szerepel Jordánia világörökségi javaslati listáján. Az egykori erőd ma turisztikai látványosság.

### Régészeti feltárások
1864–66 között Christophe Edouard Mauss építész-régész és Henry Sauvaire fényképész tanulmányozták az erődöt és készítettek róla leírásokat, felvételeket. Rudolf-Ernst Brünnow és Adolf von Domaszewski 1904-ben megjelent Die Provincia Arabia című könyvükben bemutatták Montréal-Saubakot is.
A jordán kormány csak az 1970-es, ’80-as években kezdett el foglalkozni a terület fejlesztésével és feltárásával. Korábban Jean-Jacques Langendorf és Gerard Zimmermann vizsgálta a két keresztes templom maradványait építészeti szempontból, majd 1981–82 folyamán Denys Pringle brit régész tanulmányozta szintén a templomromokat. 1986-ban Robin M. Brown régészeti ásatásokat végzett Montréal erődjében; munkássága elsősorban a kései iszlám időszakára koncentrált. 1999 áprilisában a Firenzei Egyetem Montréal-Saubakra is kiterjesztette 1986 óta folyamatban lévő, Transzjordánia 12. századi nyugati és ajjúbida időszakával foglalkozó kutatásait. A 2000-es években francia tudósok 3D-s földrajzi információs rendszer (3D Geographical Information System, GIS) segítségével térképezték fel a várromokat.

## Galéria

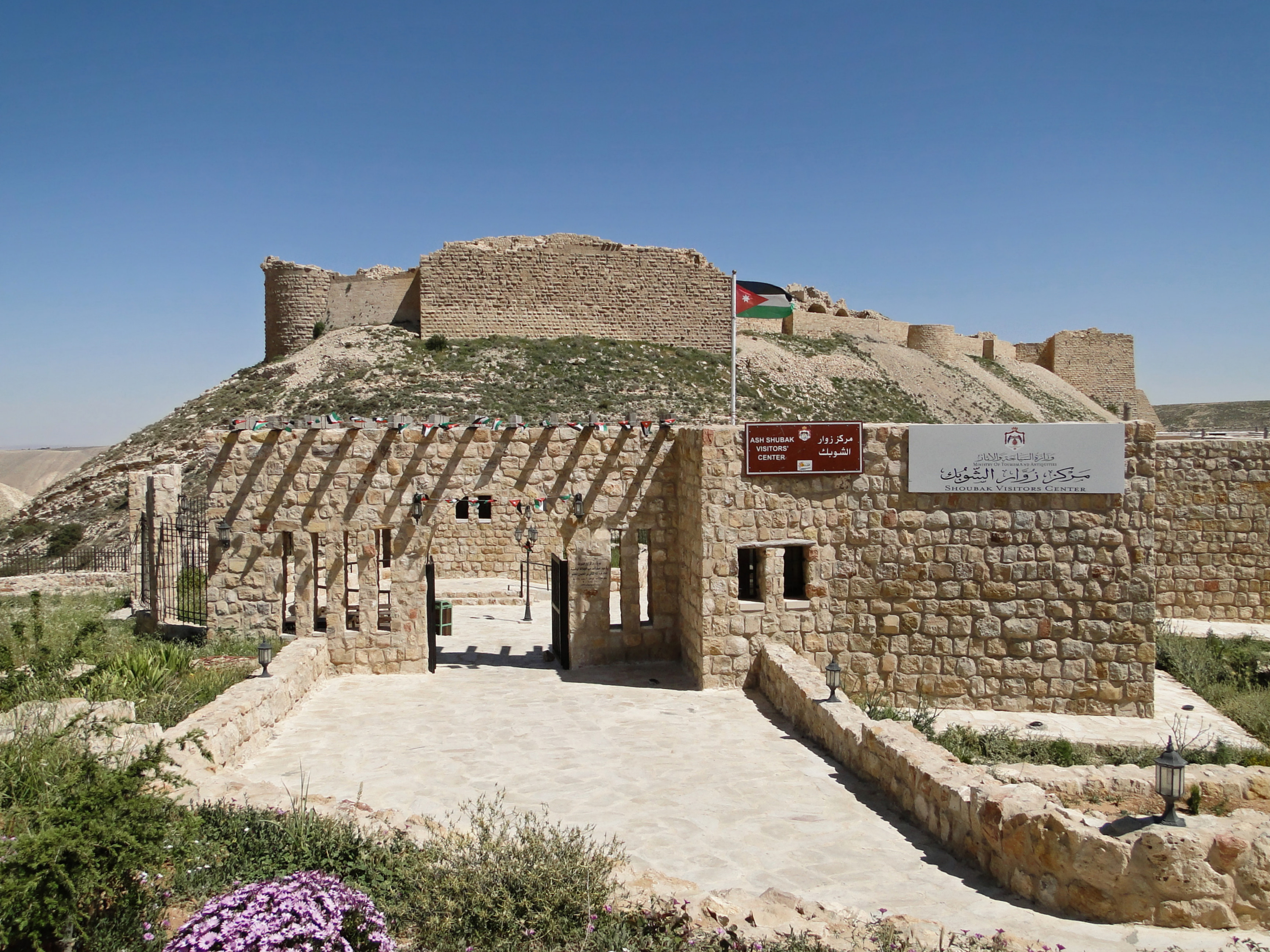
A látogatóközpont bejárata
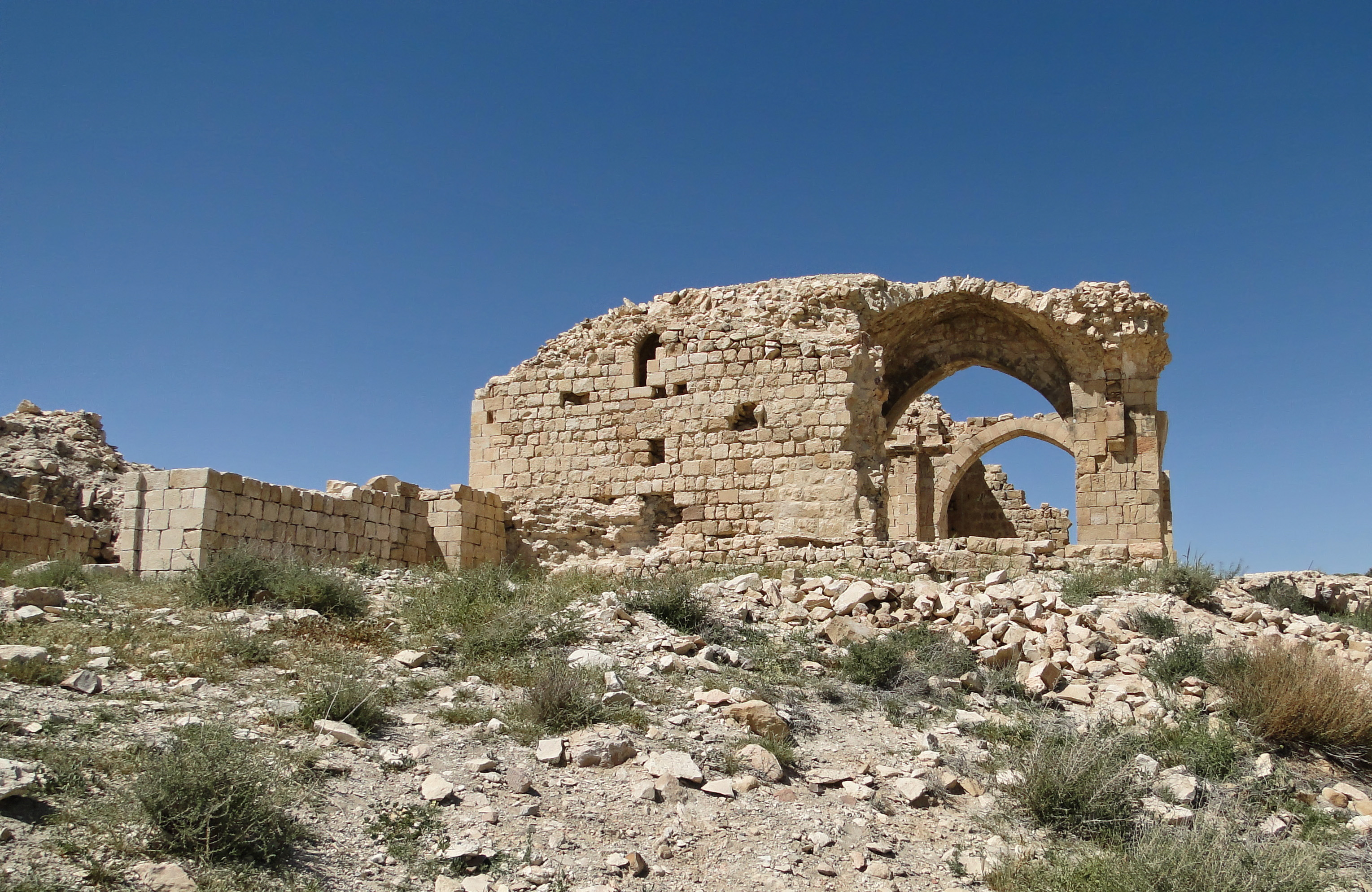
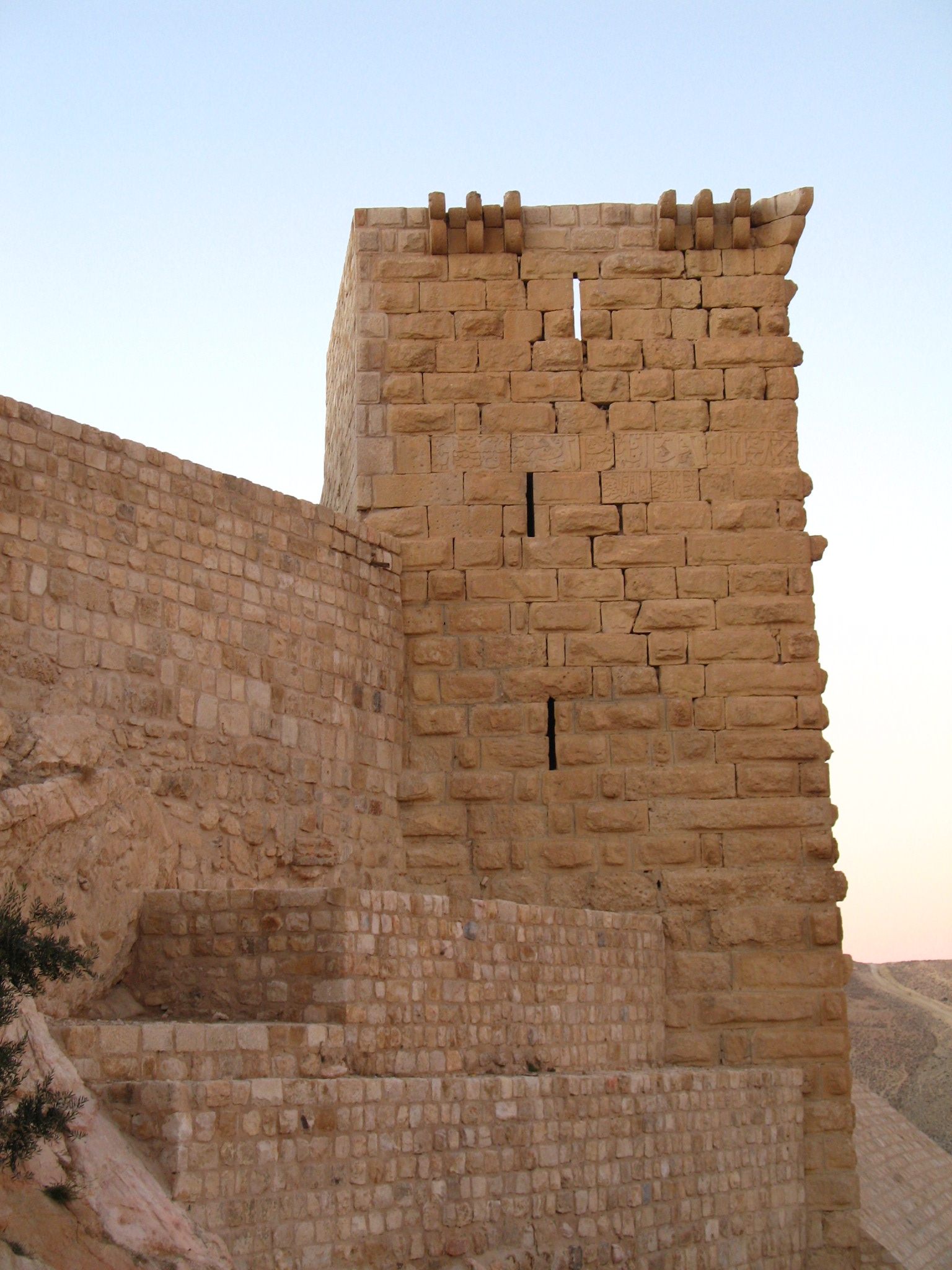
Szögletes bástya
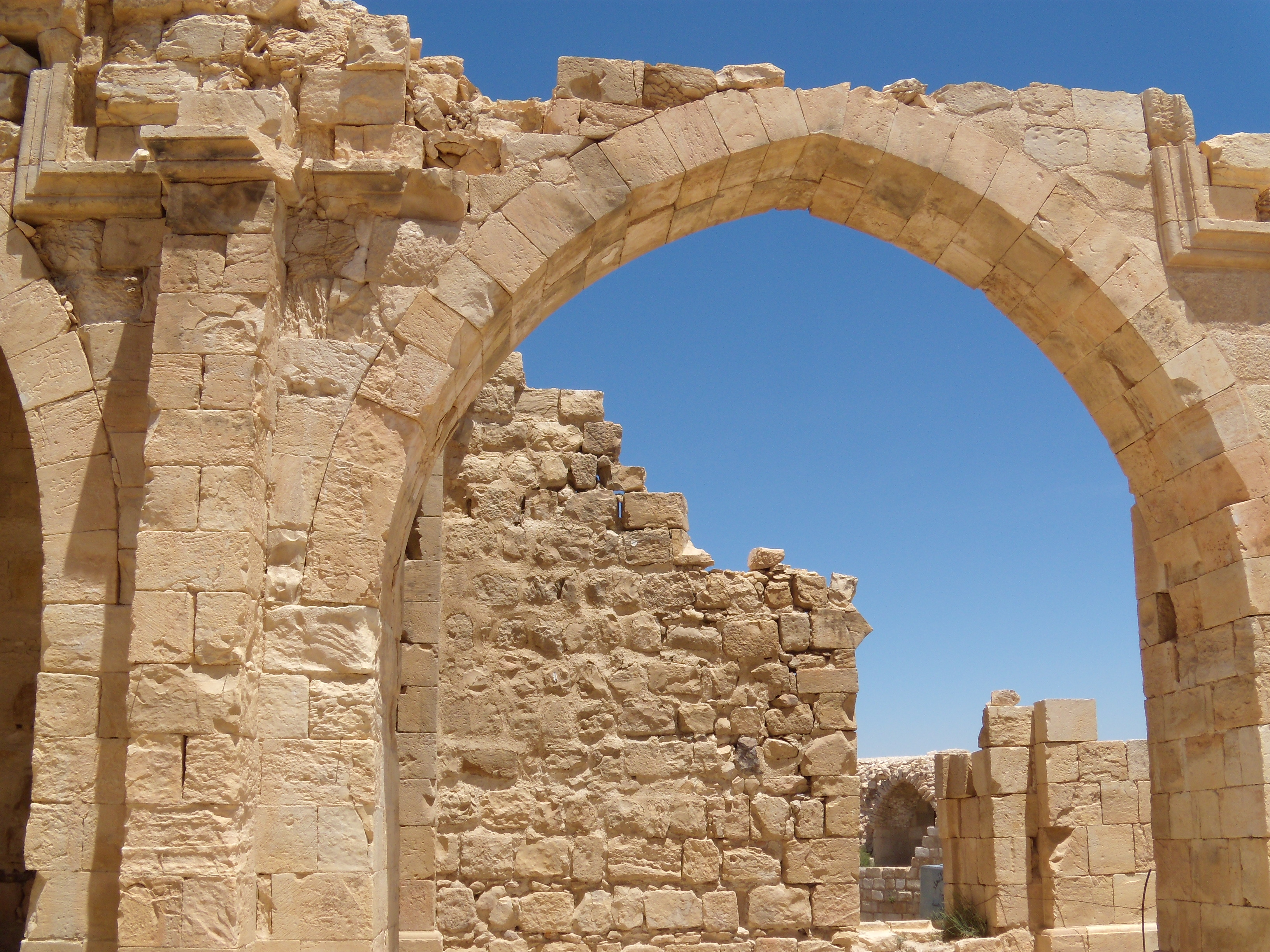